# Giovane e bella
Giovane e bella (Jeune et Jolie) è un film del 2013 scritto e diretto da François Ozon che tratta il tema della prostituzione minorile.
Il regista ha dichiarato in un'intervista del novembre 2013 di aver avuto intenzione di fare un film sul disagio adolescenziale e di essersi consultato per questo con diversi poliziotti della minorile di Parigi.

## Trama
Isabelle, studentessa diciassettenne, durante le vacanze estive perde la verginità in un rapporto per lei del tutto insoddisfacente. Tornata in città, dove vive con il fratello minore, la madre e il patrigno, decide di prostituirsi aprendo un sito internet sotto lo pseudonimo di Léa, il nome della nonna materna.
Durante un incontro, un maturo cliente già incontrato altre volte ha un attacco cardiaco e muore. La ragazza fugge dalla camera d'albergo e interrompe la sua attività segreta. Le indagini sulla morte dell'uomo portano presto gli inquirenti sulle tracce della ragazza. Così un giorno è la polizia a svelare alla madre la doppia vita di Isabelle, a cui comunque non è addebitata alcuna responsabilità dell'accaduto. La donna è sconvolta e non riesce a capacitarsi del comportamento della figlia. Isabelle ha guadagnato diverse migliaia di euro, ma la sua motivazione non erano i soldi. Promette di non ricominciare, ma si mostra riluttante di fronte all'obbligo di sottoporsi a una terapia da uno psicologo ed è sorpresa dalla madre a stuzzicare il patrigno, determinando il disgusto della stessa per una figlia che non riconosce più.
Sforzandosi di comportarsi come le sue coetanee, cede alla corte di un amico. I due stanno insieme per un po', ma poi lei lo lascia dicendogli di non amarlo. Il sesso sembra averle risvegliato l'idea di tornare a prostituirsi. Riattiva il numero telefonico che utilizzava per gli appuntamenti a pagamento e poi risponde a un cliente molto particolare. Si tratta della vedova di Georges, l'uomo morto mentre faceva l'amore con lei. La donna vuole visitare con la ragazza la camera d'albergo dove i due si incontravano. Le due parlano un po' e poi si stendono sul letto. Isabelle si addormenta e quando si sveglia la donna non c'è più.

## Analisi
La storia si sviluppa in quattro capitoli, a loro volta corrispondenti alle quattro stagioni e scanditi da quattro canzoni di Françoise Hardy: L'amour d'un garçon (1963), A quoi ça sert (1968), Première rencontre (1973), Je suis moi (1974).

## Distribuzione
Presentato in anteprima e in concorso il 16 maggio al Festival di Cannes 2013, è stato distribuito nelle sale cinematografiche francesi il 21 agosto 2013, mentre in Italia è uscito il 7 novembre.

## Riconoscimenti
- 2013 – Festival di Cannes
  - Candidatura per la Palma d'oro a François Ozon
- 2014 – Premio César
  - Candidatura come miglior promessa femminile a Marine Vacth
  - Candidatura come migliore attrice non protagonista a Géraldine Pailhas
- 2014 – Premio Lumière
  - Candidatura come rivelazione femminile a Marine Vacth